# Satanta (Kansas)
Pour le chef amérindien, voir Satanta.
La ville de Satanta est située dans le comté de Haskell, dans l’État du Kansas, aux États-Unis. Sa population s’élevait à 1 133 habitants lors du recensement de 2010, estimée à 1 159 habitants en 2017.

## Histoire
La localité a été nommée en hommage au chef amérindien Satanta.

## Source
- (en) Cet article est partiellement ou en totalité issu de l’article de Wikipédia en anglais intitulé « Satanta, Kansas » (voir la liste des auteurs).